# Elliott Coues
Elliott Coues (9 tháng 9, 1842 – 25 tháng 12, 1899) là một bác sĩ quân y, nhà sử học, điểu học và tác gia.

## Tiểu sử
Coues sinh ở Portsmouth, New Hampshire. Ông tốt nghiệp Đại học Columbia, (nay là đại học George Washington) Washington, D.C., năm 1861, và tại khoa y của trường này năm 1863. Ông làm tập sự nghề y tại Washington năm 1862-1863, và năm 1864 được chỉ định làm trợ lý giải phẫu trong quân đội thường xuyên. Năm 1872, ông xuất bản quyển Key to North American Birds, bản này được sửa và viết lại năm 1884 và 1901, đã thúc đẩy việc nghiên cứu điểu học một cách có hệ thống ở Hoa Kỳ. Ông là thành viên sáng lập Hội các nhà điểu học Mỹ năm 1883.

## Ấn phẩm đã xuất bản
Trong số những ấn phẩm quan trọng nhất của ông, trong đó có nhiều ấn phẩm đồng tác giả, gồm:
- A Field Ornithology (1874);
- Birds of the North-west (1874);
- Monographs on North American Rodentia, với J. A. Allen (1877);
- Birds of the Colorado Valley (1878);
- A Bibliography of Ornithology (1878–1880, incomplete);
- New England Bird Life (1881);
- A Dictionary and Check List of North American Birds (1882);
- Biogen, A Speculation on the Origin and Motive of Life (1884);
- The Daemon of Darwin (1884);
- Can Matter Think? (1886); and Neuro-Myology (1887).

Ông cũng đóng góp nhiều bài viết về Century Dictionary, viết cho nhiều bách khoa toàn thư khác nhau, và biên tập Journals of Lewis and Clark (1893), The Travels of Zebulon M. Pike (1895), New Light on the Early History of the Greater Northwest: The Manuscript Journals of Alexander Henry, Fur Trader of the Northwest Company and of David Thompson, Official Geographer and Explorer of the Same Company, 1799-1814 (1897) và Forty Years A Fur Trader on the Upper Missouri: The Personal Narrative of Charles Larpenteur 1833-1872 (1898)